# ديلان صحارى
ديلان صحارى (بالإندونيسية: Dylan Sahara)‏ هي ممثلة إندونيسية، ولدت في 23 ديسمبر 1992 في منطقة وصاية فونوروغو في إندونيسيا، وتوفيت في 22 ديسمبر 2018 في Pandeglang Regency ‏ في إندونيسيا.